# CLUB CITTA'
CLUB CITTA'（クラブチッタ）は、神奈川県川崎市川崎区にある、主に音楽ライブを開催するライブハウスである。チネチッタなどと共にラ チッタデッラを構成する。チッタ（città）とはイタリア語で町を意味する。開設当初の名称はCLUB CITTA'川崎（クラブチッタかわさき）であった。オールスタンディングの大型ライブスペースの先駆けとして、1988年にオープンした。シンボルは、客席上に設置された星形の巨大舞台照明トラス、通称“星トラス”である。 
CLUB CITT'A'TTIC（アティック）は、クラブチッタの会場本体とは別に、2Fに設けられた小規模なライヴ・バーで、独自にイベントやライヴ、バー営業を行っている。クラブチッタとはエントランスも異なる。

## 概要
1987年（昭和62年）にシネマコンプレックス「チネチッタ」を中心に生まれ変わった「川崎映画街」に、1988年（昭和63年）2月24日、同ライブハウスを運営する株式会社エイチ・ティ・ティ（現在の株式会社クラブチッタ）が設立された。
1988年（昭和63年）10月8日(土)、「CLUB CITTA'川崎」としてオープンした。同年10月8日(土)、9日(日)のこけら落とし公演は久保田利伸 with Friends.であった。
2000年（平成12年）に周辺地区（ラ チッタデッラ）への再開発に伴いクローズして移転改築に入る。旧建物での最後の公演は、4月7日のGLAYの CLUB CITTA' TRANSFORM-2000 SPECIAL “LIGHT GAUGE”であった。
2002年（平成14年）1月30日からリニューアルオープニング公演を行い、初日はTHE HIGH-LOWSであった。現在の所在地は、元の建物から1ブロック移動し、屋上にゴルフ練習場をもっていた「川崎ミス・ボウリングセンター」（1964年開業）の跡地である。
2005年（平成17年）12月1日、興行企画のための子会社チッタワークスを東京都渋谷区神南に設立する。現在はラ チッタデッラ内に事務所を移転。
2018年（平成30年）10月4日 - 7日の4日間を創立30周年のスペシャルウィークとして、オープン当時に会場の設立と運営に携わったクリエイティヴ集団のキティグループに所属していた久保田利伸や第一線で活躍する多くのアーティストを自社の興行として誘致し「FLYING KITTY PARTY 2018」というイヴェント・タイトルで開催。
当期間の10/4(木)は小椋佳「勝手の会」ゲスト：堀内孝雄 。
10/5(金)高中正義「SUPER KITTY LIVE」Featuring：久保田利伸、Special Guest：来生たかお、Supervisor：星勝。
10/6(土)「SATURDAY NIGHT ROCK SHOW」/THE RHAPSODY ONLY CLUB CITTA’ BAND(仲井戸麗市、岡本定義、あらきゆうこ、さかいゆう、片山広明、竹中直人、ワタナベイビー、MAGUMI、森高千里、山崎まさよし、元ちとせ、杏子、佐藤タイジ)。共演にBBD BARBE de BANDが出演。
最終日の10/7(日)にはカルメン・マキ&OZの41年ぶりの復活公演が「"ROCK LEGEND" RETURNS」のタイトルで行われた。

## 施設データ
- 所在地 : 神奈川県川崎市川崎区小川町5-7 [1][5][出典無効]
- 運営会社 : 株式会社クラブチッタ （1988年2月24日設立、資本金1億円）[1]
- 最寄り駅 : JR川崎駅、京急川崎駅
- 収容人員 : 1,300人 （オールスタンディング時）

## 公演した主なアーティスト

### 日本のアーティスト
- 矢沢永吉
- 井上陽水
- 忌野清志郎
- B’z
- 久保田利伸
- 小椋佳
- 渡辺美里
- ANTHEM
- 奥田民生
- BARBEE BOYS
- X(エックス)
- JUN SKY WALKER(S)
- HOUND DOG
- プリンセス プリンセス
- 玉置浩二
- THE BLUE HEARTS
- 泉谷しげる
- 諸星和己
- 高中正義
- THE YELLOW MONKEY
- 安全地帯
- 四人囃子
- スチャダラパー
- 電気グルーヴ
- サカナクション
- hide
- Hi-STANDARD
- PUFFY
- 浅香唯
- スガシカオ
- ↑THE HIGH-LOWS↓
- Dragon Ash
- ムーンライダーズ
- 東京パフォーマンスドール
- 東京スカパラダイスオーケストラ
- カルメン・マキ&OZ
- スピッツ
- 中村あゆみ
- 平井堅
- SHISHAMO
- RHYMESTER
- AKINO with bless4
- 久川綾
- 飯塚雅弓
- 栗林みな実
- 新谷良子
- 桃井はるこ
- May'n
- JAM Project
- 早見沙織
- 田村ゆかり
- PASSPO☆
- 川崎純情小町☆
- ベボガ!
- Luce Twinkle Wink☆
- AIR
- COOL&CREATE

### 日本以外のアーティスト
- フェアーグラウンド・アトラクション(Fairground Attraction)
- ザ・ストーン・ローゼス(The Stone Roses)
- ブラック・サバス(Black Sabbath)
- レッド・ホット・チリ・ペッパーズ(Red Hot Chili Peppers)
- ラモーンズ(Ramones)
- ジョニー・サンダース(Johnny Thunders)
- ビースティ・ボーイズ(Beastie Boys)
- ニルヴァーナ(Nirvana)
- ブラー(Blur)
- マニック・ストリート・プリーチャーズ（Manic Street Preachers）
- モーターヘッド(Motörhead)
- レディオヘッド(Radiohead)
- レニー・クラヴィッツ(Lenny Kravitz)
- セックス・ピストルズ(Sex Pistols)
- オアシス(OASIS)
- フー・ファイターズ(Foo Fighters)
- モリッシー(Morrissey)
- ジャミロクワイ(Jamiroquai)
- グリーン・デイ(Green Day)
- ストレイ・キャッツ(Stray Cats)
- ポール・ロジャース(Paul Rodgers)
- B.B.キング(B.B. King)
- プライマル・スクリーム(Primal Scream)
- ベック(Beck)
- フィッシュボーン(Fishbone)
- ジョニー・ウィンター(Johnny Winter)
- ジリオラ・チンクェッティ(Gigliola Cinquetti)
- プレミアータ・フォルネリア・マルコーニ(Premiata Forneria Marconi)
- ヨーロッパ(EUROPE)
- ソニック・ユース(Sonic Youth)
- ザ・ダムド(The Damned)
- ドリーム・シアター(Dream Theater)
- スイサイダル・テンデンシーズ(Suicidal Tendencies)
- オフスプリング(The Offspring)
- ブリンク 182(blink-182)
- ブーツィー・コリンズ(BOOTSY COLLINS)
- ジョージ・クリントン(GEORGE CLINTON)
- ファンカデリック(FUNKADELIC)
- ラン・ディーエムシー(Run-D.M.C.)
- フージーズ(The Fugees)
- パブリック・エナミー(PUBLIC ENEMY)
- デ・ラ・ソウル(DE LA SOUL)
- アイス-T(ICE-T)
- ユー・ケー(U.K.)
- イ・プー(I Pooh)
- ジュラシック5 (Jurassic 5)
- アイス・キューブ(Ice Cube)
- イグジビット(XZIBIT)
- ウータン・クラン(Wu-Tang Clan)
- MR. BIG
- 808ステイト(808 State)
- アンダーグラウンド・レジスタンス(Underground Resistance)
- アインシュテュルツェンデ・ノイバウテン(Einstürzende Neubauten)
- デヴィッド・マンキューソ(David Mancuso)
- ラムシュタイン(Rammstein)